# Itabashi, Tokyo
Itabashi (板橋区 (Ván Kiều khu) Itabashi-ku) là một trong 23 khu đặc biệt của Tokyo. Tên khu này được đặt theo tên cây cầu Ita (板 Ván) bắc qua sông Shakujii. Đây là khu vực dành cho các cửa hàng nhỏ và các xưởng công nghiệp nhỏ. Nơi đây cũng có nhiều cơ sở y tế.